# Sika Osei
Sassy Sika Osei, née en 1985 est une actrice, productrice et personnalité ghanéenne. Elle travaille comme influenceuse pour des marques populaires telles que L'Oréal Paris et Woodin,. Elle est  co-animatrice d'émissions de télévision populaires et d'événements sur tapis rouge, notamment l'extra Studio 53 de DStv, Fashion Insider de NdaniTV, l'expérience du tapis rouge VGMA 2019, Channel O News Live à Accra et Glitz Africa Fashion Week pour Star Gist sur DStv.

## Biographie

### Éducation
Osei est née au Ghana mais en raison de la profession de sa mère, diplomate des Nations Unies, elle vit dans différents pays, dont l'Afrique du Sud, les États-Unis et l'Inde. De retour au Ghana, elle étudie à SOS et obtient une licence en art à l'Université du Ghana. Elle étudie ensuite le droit à l'Institut ghanéen de gestion et d'administration publique (GIMPA).

### Carrières
Le travail d'Osei consiste à jouer, à produire des films et à animer des émissions et des événements. Elle est la première femme présentatrice de Phamous TV, une émission populaire sur le style de vie et le divertissement. En 2017, elle est le visage de Habiba Shea Butter après avoir été ambassadrice de la marque Ghandour Cosmetics Limited, un géant des cosmétiques,. En 2016, elle co-organise la Semaine africaine de la mode et du design au Nigéria. En 2019, elle co-anime l'expérience du tapis rouge du VGMA, avec Giovani Caleb. Elle co-anime des émissions de télévision populaire, notamment Studio 53 extra de DStv et Fashion Insider de NdaniTV.

### Vie privée
Le 22 octobre 2021, Osei épouse Sele Douglas à Accra, au Ghana,.

## Filmographie
- 2015 : Grey Dawn comme Flora Davies
- 2015 : The Counselor[13]
- 2016 : 3 Nights Ago comme Ewurama
- 2017 : In Line comme Bella
- Hustle[14]
- 2017 : Public Property
- 2018 : Bad Luck Joe comme Zuri Turkson
- 2018 : Sidechic Gang (2018) comme Fella
- 2020 : Joseph comme Abena
- 2021 : Little Problems comme Pokua
- 2022 : Single Not Searching comme Kisi
- 2023 : Nine comme Lauren

Production
- 2015 : Guilty[15]
- 2016 : 3NA

## Distinctions
- Golden Movie Awards 2018 – In Line a remporté le prix de la meilleure comédie[16],[17],[18]
- Golden Movie Awards 2019 – Bad Luck Joe nommé pour le prix de la meilleure comédie[19]
- Africa Movie Academy Awards 2018 – Sidechic Gang nommée pour la meilleure actrice dans un rôle principal[20]
- Prix Lagos 30 Under 40 – nommée[21]